# Albuca cooperi
Albuca cooperi är en sparrisväxtart som beskrevs av John Gilbert Baker. Albuca cooperi ingår i släktet Albuca och familjen sparrisväxter. Inga underarter finns listade i Catalogue of Life.